# 美國航空11號班機恐怖襲擊
美國航空11號班機是一趟國內線客運航班，於2001年9月11日九一一襲擊事件當天上午被五名基地组织恐怖分子劫持。這架被劫持的客機撞向紐約原世界貿易中心的北塔，造成機上所有人死亡，並導致摩天大樓上層一千多人死亡，而許多被困在下層的人也因此喪生。這不僅是當天上午發生的四起客機劫持事件當中，造成機上與地面死亡總人數最多者，而且也是人類歷史上最致命的恐怖主義行動和有史以來最致命的飛機空難。涉事飛機是一架波音767-223ER（註冊編號：N334AA）客機，載有92名乘客和機組人員，當時正在執飛美國航空每日早上從馬薩諸塞州波士頓洛根國際機場飛往加利福尼亞州洛杉磯國際機場的跨大陸航班。
上午7點59分起飛的涉事班機在飛行15分鐘後，劫機者開始攻擊乘客和機組人員，並闖入駕駛艙制服機長和副機長，而劫機領導者穆罕默德·阿塔隨後迅速接管飛機控制權。機組人員被劫機者打傷後昏迷不醒時，塔台人員就懷疑該航班陷入困境。不久之後阿塔向人質發出的虛假安撫廣播被傳送到塔台而不是機艙廣播系統時，塔台人員就意識到這架飛機已被劫持，與此同時兩名空服人員聯繫美國航空，並傳達有關乘客和機組人員的傷亡情況。
阿塔在當地時間上午8點46分將這架飛機撞進北塔93到99樓北面時，紐約市以及新澤西州街道上的民眾目睹這一切，但很少人用影片來捕捉這一瞬間，不過紀錄片製片人儒勒·諾代卻能拍下唯一已知能清楚描述11號班機撞擊畫面的鏡頭。新聞媒體很快開始對此事件進行大幅報導，並推測是飞行员意外撞上大楼的，但17分鐘後，當聯合航空175號班機被另一批劫機者撞向世貿中心南塔時，這一假設就被推翻了。
這起墜機事故和隨後的火災導致北塔在上午10點28分倒塌，並造成額外數百人傷亡。在世界貿易中心遺址的救援工作中，搜救人員找到並辨認數十具11號班機遇難者的遺體，但許多屍體碎片無法辨認。

## 涉事航機

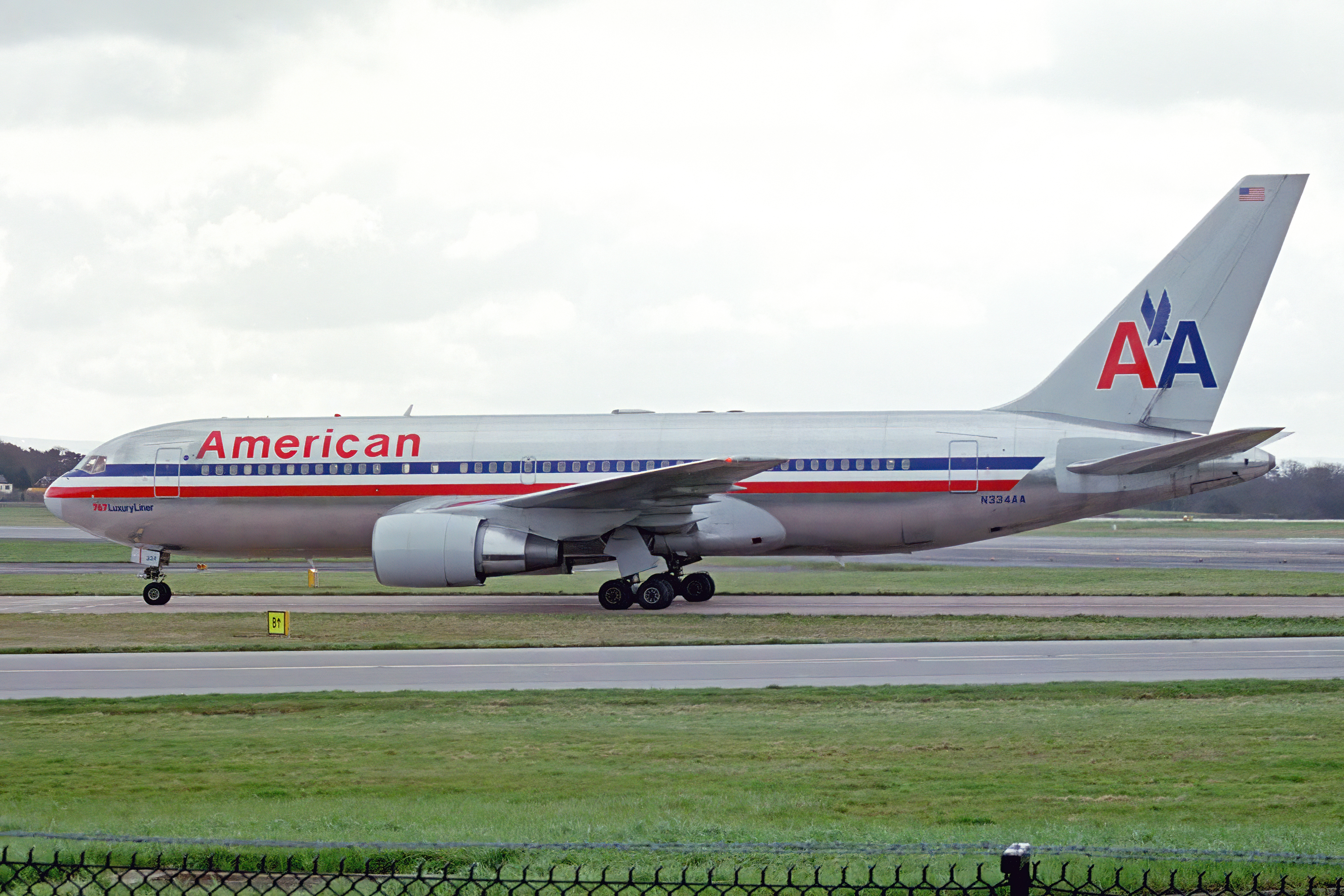
失事的N334AA，2001年4月8日摄于英国曼彻斯特机场

涉及劫持的飛機是一架交付給美國航空的波音767-223ER，其註冊編號為N334AA，最多可搭載158名乘客（頭等艙9名、商務艙30名、經濟艙119名），這架飛機在1987年4月7日首飛，並於1987年4月13日交付給美國航空。雖然在2001年9月11日當天搭載81名乘客和11名機組人員，載客率僅51%，但高於前幾個月的美航11號班機平均載客率39%:6。機組人員包括機長約翰·奧戈諾夫斯基（50歲）、副機長小托馬斯·麥吉尼斯（42歲，前海軍戰鬥機飛行員）、座艙长凱倫·馬丁以及乘务员芭芭拉·阿雷斯特吉、杰弗裡·科爾曼、莎拉·洛、凱瑟琳·尼科西亞、邓月薇、吉恩·羅傑、黛安·斯奈德和艾米·斯威尼。
| 排序 | 姓名              | 年龄 | 折疊座椅編號 | 服務職別              |
| ---- | ----------------- | ---- | ------------ | --------------------- |
| 1    | 凱倫·馬丁         | 40   | 1L           | 頭等艙                |
| 2    | 凱瑟琳·尼科西亞   | 54   | 3L           | 經濟艙廚房            |
| 3    | 鄧月薇            | 45   | 3R           | 經濟艙                |
| 4    | 黛安·斯奈德       | 42   | 2R           | 商務艙廚房            |
| 5    | 芭芭拉·阿雷斯特吉 | 38   | 1R中         | 頭等艙廚房            |
| 6    | 杰弗裡·科爾曼     | 43   | 2L           | 經濟艙/頭等艙（如需） |
| 7    | 莎拉·洛           | 29   | 2R           | 商務艙                |
| 8    | 吉恩·羅傑         | 24   | 1L中         | 商務艙                |
| 9    | 馬德琳·斯威尼     | 35   | 3L           | 經濟艙                |

在這起恐怖襲擊中，機上92人全部遇難，其中包括美國電視節目製作人暨情境喜劇《歡樂一家親》的製片人大衛·安吉爾、美國演員暨攝影師貝瑞·貝倫森、音樂視像製作人卡羅琳·貝格、美國空軍上校暨太空工程師查爾斯·愛德華·瓊斯、以及阿卡邁科技聯合創始人丹尼爾·列文。另外也有一些名人原定乘坐此航班，但因故無法搭上而逃過死劫，包括被旅行社誤導出發時間的動畫節目《蓋酷家庭》創作人塞思·麦克法兰、臨時改變計畫的演員馬克·沃爾伯格和后街男孩歌手布萊恩·萊特爾的妻子暨女演員萊根·利特雷爾。

### 登機

#### 緬因州波特蘭

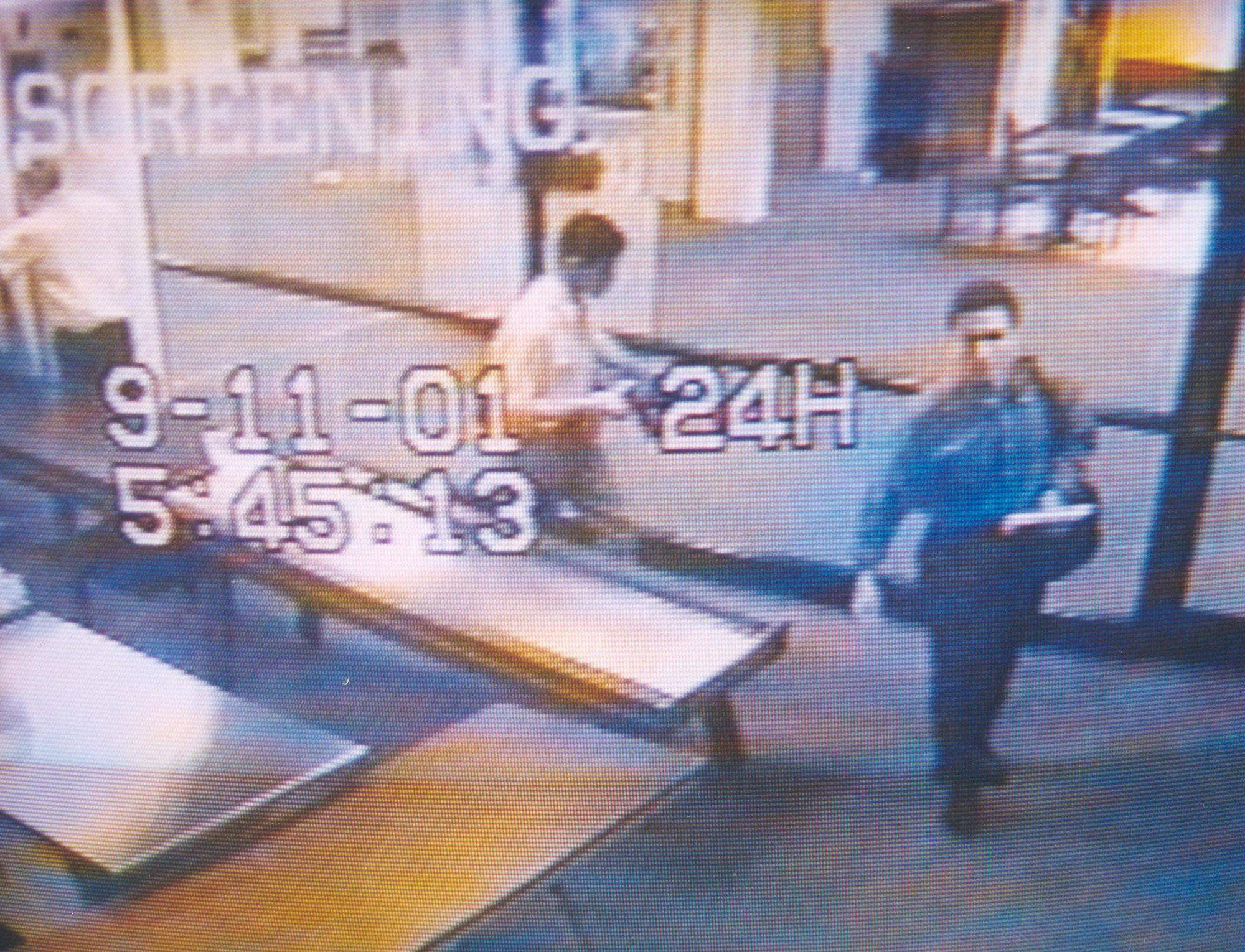
9月11日当天清晨，阿塔（着蓝衣者）和奥马里在波特兰国际喷射机机场通过安检

襲擊領導者穆罕默德·阿塔和他的同伴阿卜杜勒阿齐兹·奥马里於2001年9月11日東部夏令時間5點41分抵達波特蘭國際噴氣機機場，並向票務代理邁克·托黑詢問美航11號班機的登機證。當托黑告訴阿塔說要到波士頓洛根機場再次辦理登機手續時，阿塔頓時咬牙切齒，顯得瀕臨憤怒，隨後阿塔告訴托黑說他自己曾經被保證提供“一步值机”服務，但對方沒有對他的敵意做讓步，也沒有對他表現出敵意，只是告訴他如果他不想錯過航班最好要快一點。儘管阿塔看上去仍然很生氣，但他和奧馬里離開航空公司櫃檯並前往波特蘭機場的安全檢查站。
劫機者阿塔和奥马里在取得飛往洛杉磯的頭等艙轉機機票後辦理登機手續，阿塔托運兩件行李，而奧馬里沒有托運任何一件行李:2。儘管電腦輔助乘客篩選系統（CAPPS）篩出阿塔的行李需要做額外檢查，但阿塔和他的同伴仍然順利登上上午6點起飛的科爾根航空5930號班機前往波士頓:2。
上午6點45分，劫機者阿塔和奧馬里所搭的班機抵達波士頓洛根機場，而另外三名劫機者瓦利德·谢里、瓦伊勒·謝里和萨塔姆·苏卡米也在同一時間抵達後，將租來的汽車停放在波士頓洛根機場內的停車場，7分鐘後，聯合航空175號班機劫機者馬爾萬·阿爾·謝希使用公共付費電話打給阿塔，很可能是他們的最後通話:18。

#### 麻薩諸塞州波士頓
因為阿塔和奧馬里在波特蘭無法取得美航11號班機的登機證，所以他們在波士頓再次辦理登機手續並通過機場安檢。苏卡米、瓦伊勒·謝里和瓦利德·谢里在辦理登機手續時，瓦伊勒·謝里和苏卡米各托運一件行李，而瓦伊勒·謝里則沒有托運任何一件行李:5。雖然這次CAPPS選擇這三名劫機者進行詳細的行李檢查，但是因為這個系統僅針對行李做安全檢查，因此這三個人沒有在旅客安檢站接受任何額外的檢查:6。
執行從舊金山到波士頓航班任務的副驾驶林恩·豪蘭在走下飛機並進入旅客貴賓室時，阿塔就詢問豪蘭是否會駕駛這架飛機返回美國西部，當豪蘭告訴阿塔說她剛剛把飛機開到波士頓時，阿塔就轉身走開了。當阿塔登上美航11號班機時，詢問登机口工作人員是否已將他之前在波特蘭托運的兩個行李裝上這架飛機，事實上阿塔從波特蘭抵達波士頓後匆忙辦理後續登機手續時，航空公司的工作人员就沒有將阿塔的行李裝載到美航11號班機上。
到上午7點40分，所有五名劫機者都登上預定於上午7點45分出發的美航11號班機。阿塔坐在商務艙8D座位，奥马里坐在8G座位，蘇卡米坐在10B座位，瓦伊勒·謝里和瓦利德·謝里坐在頭等艙2A和2B座位。出發前不久，美國航空班機服務經理邁克爾·伍德沃德登上這架飛機做最後檢查，途中短暫經過阿塔身旁，並注意到這位乘客沉思的表情，然後就離開這架飛機。這架飛機在上午7點46分從B32登機口推出，並於上午7點50分獲准滑行至跑道，最後在上午7點59分從洛根國際機場4R跑道起飛:1。

## 劫机过程
「9·11」事件調查委員會認為當時飛行員已停止回應波士頓航空交通管制中心（波士頓ARTCC）的請求而估計這起劫機事件在上午8點14分開始。美航11號班機在上午8點13分29秒飛越馬薩諸塞州中部上空26,000英尺（7,900）時，飛行員回應波士頓ARTCC的請求，向右轉向20度。18秒後波士頓ARTCC告訴飛行員升至35,000英尺（11,000）的巡航高度時，就沒有收到任何回應:2。上午8點16分，飛機在29,000英尺（8,800）高度穩定飛行:2，隨後不久就偏離了預定航線。
上午8點17分59秒，波士頓中心的塔台人員在美航11號班機和附近其他航班使用的無線電頻率上聽到短暫的未知聲音而感到不安，並認為這種聲音可能是「尖叫聲」:4。波士頓ARTCC多次嘗試與美航11號班機通話，但均未得到回复，而委員會認為劫機者在發動襲擊六分鐘後完全控制飛機:51，隨後該班機的模式C应答机信號於上午8點21分被駕駛艙內的人員關閉:2。上午8點23分和8點25分，飞机通信寻址与报告系统（ACARS）多次嘗試聯繫該航班，其中一條ACARS消息寫道：“早上好，ATC在135.32尋找您。”另一條消息則寫道：“請盡快聯繫波士頓中心，他們失去了無線電聯繫和您的應答器信號。”然而美航11號班機沒有回复。

### 空服員的通報
劫持期間空服人員艾米·斯威尼和邓月薇聯繫美國航空，說明11號班機上的劫機者刺傷空服人員凱倫·馬丁和芭芭拉·阿斯特吉，並割斷乘客丹尼尔·列文的喉嚨。然而在事後调查仍不明确劫機者是如何進入駕駛艙的，且當時美國聯邦航空局的規定僅要求在飛行過程中艙門保持關閉和鎖定狀態，不過該班機上的邓月薇認為劫機者已經“強行闖入”。
委員會隨後懷疑劫機者襲擊空服人員以獲取駕駛艙鑰匙，並迫使其中一名空服人員打開駕駛艙門或引誘機長或副駕駛離開駕駛艙，而在此時有一名或多名劫機者（可能是瓦伊勒·謝里和瓦利德·謝里兩兄弟）首先襲擊馬丁和阿斯特吉，而斯威尼在聯繫美航時說馬丁受重傷，正在接受氧氣治療，後來斯威尼和邓月薇表示阿斯特吉的傷勢並沒有那麼嚴重，與此同時劫機者在進入駕駛艙後不是殺死奧戈諾夫斯基和麥吉尼斯，而是使他們失去行動能力。斯威尼接著說明其中一名劫機者向她展示一個帶有紅色和黃色電線的類似炸彈裝置，且和邓月薇另外表示經濟艙乘客似乎並沒有完全了解到危機意識，而是認為這架飛機前部發生例行的醫療緊急情況，但其他空服人員在此時正在幫助乘客並尋找醫療用品。不久之後邓月薇說坐在9B座位的列文似乎已經死了，而斯威尼說坐在列文後方之10B座位的蘇卡米就是襲擊列文的人。
一種假設是蘇卡米無緣無故襲擊列文是為了嚇唬其他乘客和機組人員讓其服從，另外列文不僅是一名曾擔任以色列國防軍精銳總參謀部偵察部隊的軍官，還是一名懂阿拉伯語的美國裔以色列籍互聯網企業家，在這起事件中可能試圖去阻止劫機，並對抗他眼前的一名劫機者。然而列文沒有意識到蘇卡米就在他身後就被殺死了，因此列文最後被認為是九一一襲擊事件中的第一位死者。在與美國航空運營中心的四分鐘通話中，邓月薇提供有關與駕駛艙缺乏溝通、無法進入駕駛艙、以及猜测商務艙內被噴灑Mace噴劑的，之后她還提供劫機者的座位表，以幫助調查人員確認他們的身份。

### 劫機者的通聯
上午8點24分38秒，一名劫機者向波士頓ARTCC航空管制員通聯並宣布：“我们有几架飞机，只要保持安静，你们就会没事，我们正在返回机场。”18秒後再次宣布：“谁都不要动，一切都会没事的。要有人想动一下，你会威胁到你自己和整个飞机的安全。保持安静就行了！”:6
由於阿塔能說流利的英語，因此他很可能在剛才和航管員進行通聯，而坐在阿塔旁邊的奥马里也有可能陪他進入駕駛艙，最終很顯然地，原本試圖向乘客發出通知的阿塔在按成「與航管員通聯」按鈕時，航管員就听到阿塔的聲音並記錄下來。在阿塔發送通聯並無法聯繫到美航11號班機後，波士頓ARTCC意識到這架飛機已被劫持。這架飛機在上午8點26分轉向南下飛行時:2，位於弗吉尼亞州赫恩登的美國聯邦航空管理局（FAA）指揮中心就在6分鐘後通知FAA總部有關11號班機的信息。
阿塔在上午8點33分59秒進行第三次也是最後一次通聯：“请大家不要动。我们正在返回机场。别做出任何愚蠢的举动。:6”隨後聯合航空175號班機的飞行员在上午8點37分08秒向飞行控制中心核实美航11号班機的位置和航向，並在5分鐘後被劫持之前就通知紐約航管中心說美航11號班機在28分鐘前從波士頓洛根機場起飛後被劫持，並在無線電中聽到可疑的通知。與先前三次通聯不同的是，這一次特定的通聯從未被地面管制員接收到，但聯航175號班機的飞行员在報告此事時聽到這樣的話：“大家，留在座位上。:38”

### 出動戰鬥機
波士頓ARTCC在知曉美航11號班機遭劫持後在上午8點37分直接聯繫位於紐約州羅馬的北美防空司令部（NORAD）東北防空部門（NEADS），而NEADS隨後通知位於馬薩諸塞州馬什皮的奧蒂斯空軍國民警衛隊基地去升空兩架F-15戰鬥機去攔截11號班機。奧蒂斯的官員在上午8點46分收到派遣戰鬥機的命令後於7分鐘內起飛，不過11號班機已在他們收到命令當下就撞上目標物了，因此在九一一襲擊事件的四架被劫持飛機當中，「11號班機撞上目標物」之前的9分鐘是NORAD在飛機撞上預定目標之前必須做出回覆的最長時間。

## 撞擊
阿塔在飛機坠毀前最后三分钟完成最后一次转弯:2 ，并向南飛越曼哈顿上空前往世贸中心北塔，之後在上午8时46分40秒，携带10,000美制加侖（38,000公升；8,300英制加侖）航空燃油的美航11号班機以404節（465英里每小時；208每秒；748每小時）的速度撞向塔楼93至99层的北面外墙:2:xlix、l、180、183。

儒勒·諾代和吉德翁·諾代拍下11号班机撞击世贸中心北塔的瞬间。

世贸大厦附近地图

包含這架飛機上乘客在內的數百人在撞擊後立即喪生，而其他許多人在飞机发动机發生爆炸时被燒死:73，另外有研究指出北塔的核心區域设有三个從1樓到頂樓的楼梯（A、B和C），每个楼梯的距离仅为21（70英尺），因此如果北塔的中央核心區域被類似波音767客機這樣大小的物體衝撞时，不僅很容易将這三個樓梯全部切断，在北塔最上面18层樓可能還有上千個人受困。而這次美航11號班機以大约10度的俯角撞击北塔时所產生的機體碎片和瓦礫，不僅造成93至99樓的所有樓梯均被破壞和堵塞，還造成50樓以上的電梯服務中斷，最後造成北塔內的倖存者只到91樓，而該樓層以上的人則被活活燒死、窒息、被有毒物質過度暴露致死、或是在北塔倒塌時死亡，但其中有100—200人因為難以忍受熊熊大火所產生高溫和濃煙而被迫選擇跳樓逃生。根據報導，从1樓到92樓都受到轻度到中度的损坏，包括墙壁倒塌、天花板瓷砖剝落、电线断裂和窗户玻璃碎裂，喷水灭火系统因為在飛機衝撞時被切断，從而导致整个塔楼的各个楼层被大水淹没，而航空燃料在通過電梯井和管道系統输送到北塔建筑物時，不但導致在77至91樓之间的许多楼层引发小规模火灾，而且在78樓和44樓的空中大厅以及1樓的主大厅都发生重大闪火，最終造成撞击點下方近一百层楼遭受致命性的燃燒。美航11號班機在撞向北塔時，因為產生共振效應而導致南塔這邊產生搖晃，雖然目前還沒有關於北塔被襲擊時對南塔造成基礎損壞的報導，但是當火球從北塔射出時，南塔北面和西面的窗戶均被碎片擊中，甚至有些窗戶玻璃在北塔爆炸時被震裂，此外由於盛行西北风导致南塔顶部被飄向东南方的浓烟吞没，因此在该高度的一些员工报告说，烟雾开始随着酷热渗入他们的樓板。

飞机撞击区域和碎片位置

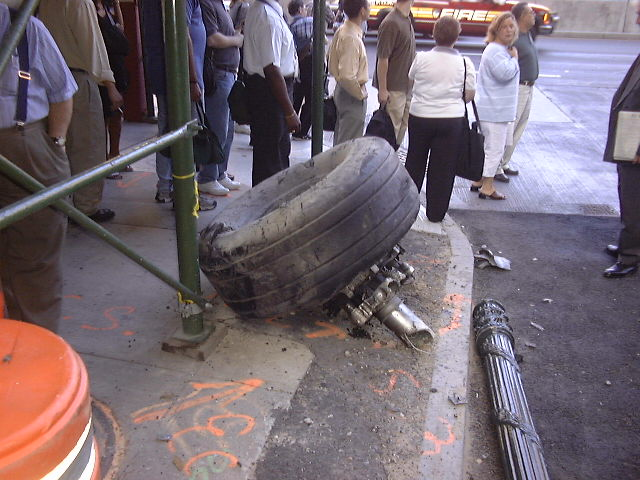
在西街和雷克托街发现的11号航班起落架

尽管許多在紐約市、紐約州和新澤西州街道上的民眾都親眼目睹世貿中心北塔被襲擊，其產生的濃煙很快在康涅狄格州的部分地区可以见到，但在上午8点46分恰好只有四个人錄下北塔被襲擊時的瞬間畫面，首先是法國攝影師儒勒·諾代在紐約市消防局拍攝一部紀錄片時，恰巧能捕捉到飛機衝撞北塔的唯一清晰畫面，接著是捷克移民帕維爾·赫拉瓦在布魯克林的一條高速公路上開車穿過車流時，無意中從遠處錄下它的災難現場，再來位于世贸中心以南的纽约市電視台WNYW在附近的砲台公園進行拍攝時，美航11號班機就從媒體鏡頭畫面外撞入北塔，最後是沃爾夫岡·斯塔爾在布魯克林藝術展覽上安裝的在每四秒拍攝一次曼哈頓下城的圖像時，也剛好捕捉到美航11號班機撞向北塔的畫面。
CNN在上午8點49分以一個新聞標題「世貿中心災難」（英語：World Trade Center Disaster）
率先报道世贸中心发生爆炸或意外事件，當時新聞主播卡蘿·林在插播美航11號班機墜毀快訊時說道：
对，这是最新消息。您正在觀看一段明顯讓您極度不安的現場直播片段，那就是世界貿易中心現場。我們剛才收到未經證實的報告，指出今早一架飛機撞進世貿中心其中一幢大廈。CNN中心現正開始追蹤事件，並透過向我們發放消息的人士了解究竟發生甚麼事。但肯定的是，曼哈頓島的南端今早發生破壞性極大的事。再一次，這是世貿中心其中一幢大廈的畫面。
儘管被撞的世貿中心北塔產生很大的洞，但一些記者錯誤地聲稱撞上北塔的飛機是一架“小型雙引擎噴氣式飛機”。當乔治·沃克·布什總統在上午8點55分抵達佛羅里達州萨拉索塔的艾瑪·E·布克小學時，總統高級顧問卡爾·羅夫向他轉達這一件誤導性信息，而總統就直接推測這起墜機事件“是飞行员操縱失誤所造成的。”不久之後，CNN財務副總裁肖恩·穆塔在CNN紐約分社辦公室做電話連線报道時稱這架大型客機撞上世貿中心，在之後幾分鐘內，其他電視網絡也立即中斷常規报道，並緊急插播這起墜機事件快訊。
美航11号班機在撞進世貿中心北塔後，人们普遍认为這樣的撞击是无意的，甚至那些目击飞机瞄准建筑物的人也无法确認這一切，而许多位於南塔的人雖然在看到北塔发生情况的當下就选择逃難，但港務局卻在第一起飞机失事后決定不立即啟動南塔全面疏散，並假設這樣的襲擊只是一場意外。然而16分鐘後，當聯合航空175號班機故意撞向世貿中心南塔時，已經向全世界证实這起事件绝非如此。

## 后续

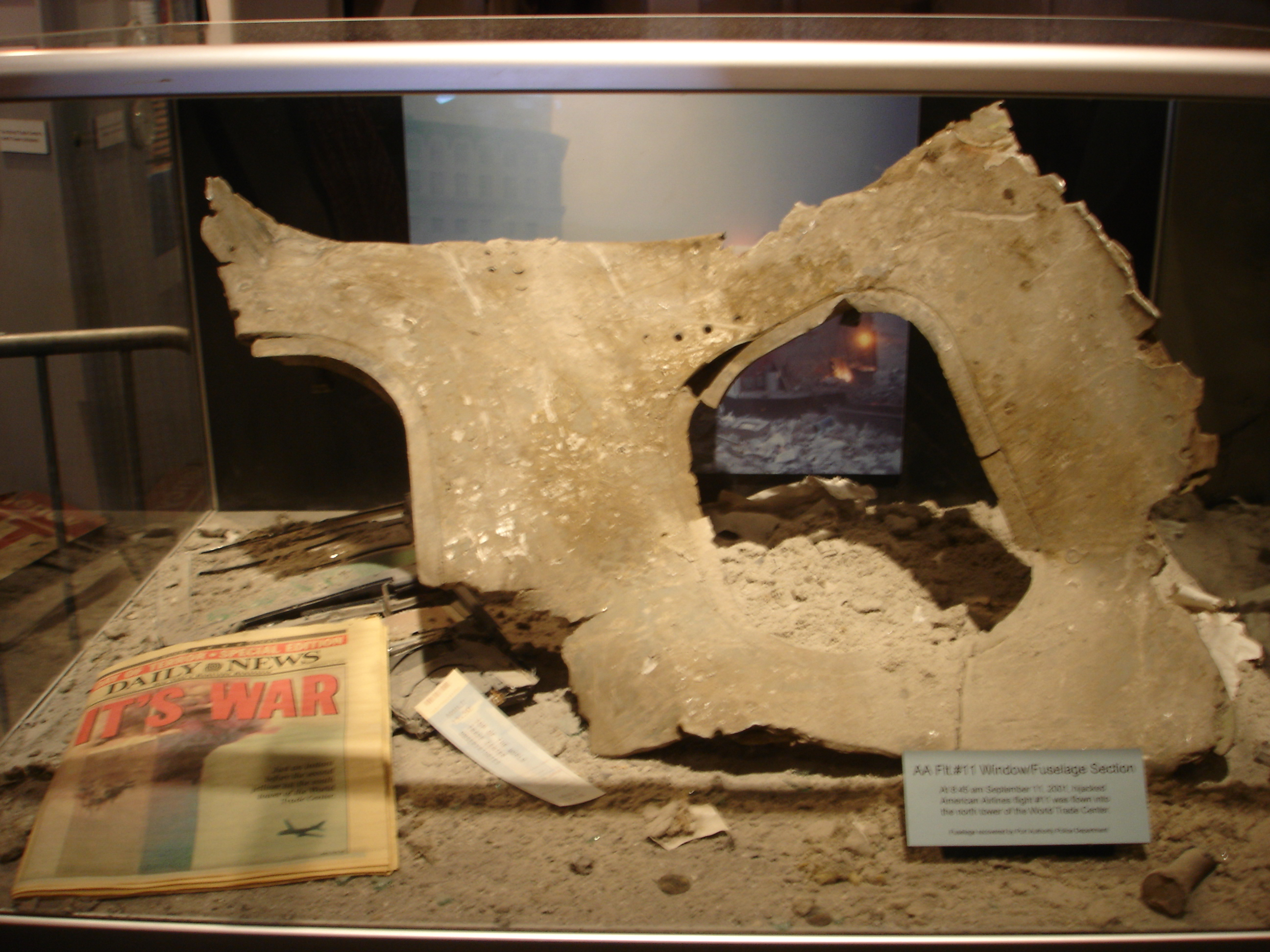
博物馆中遗存残骸

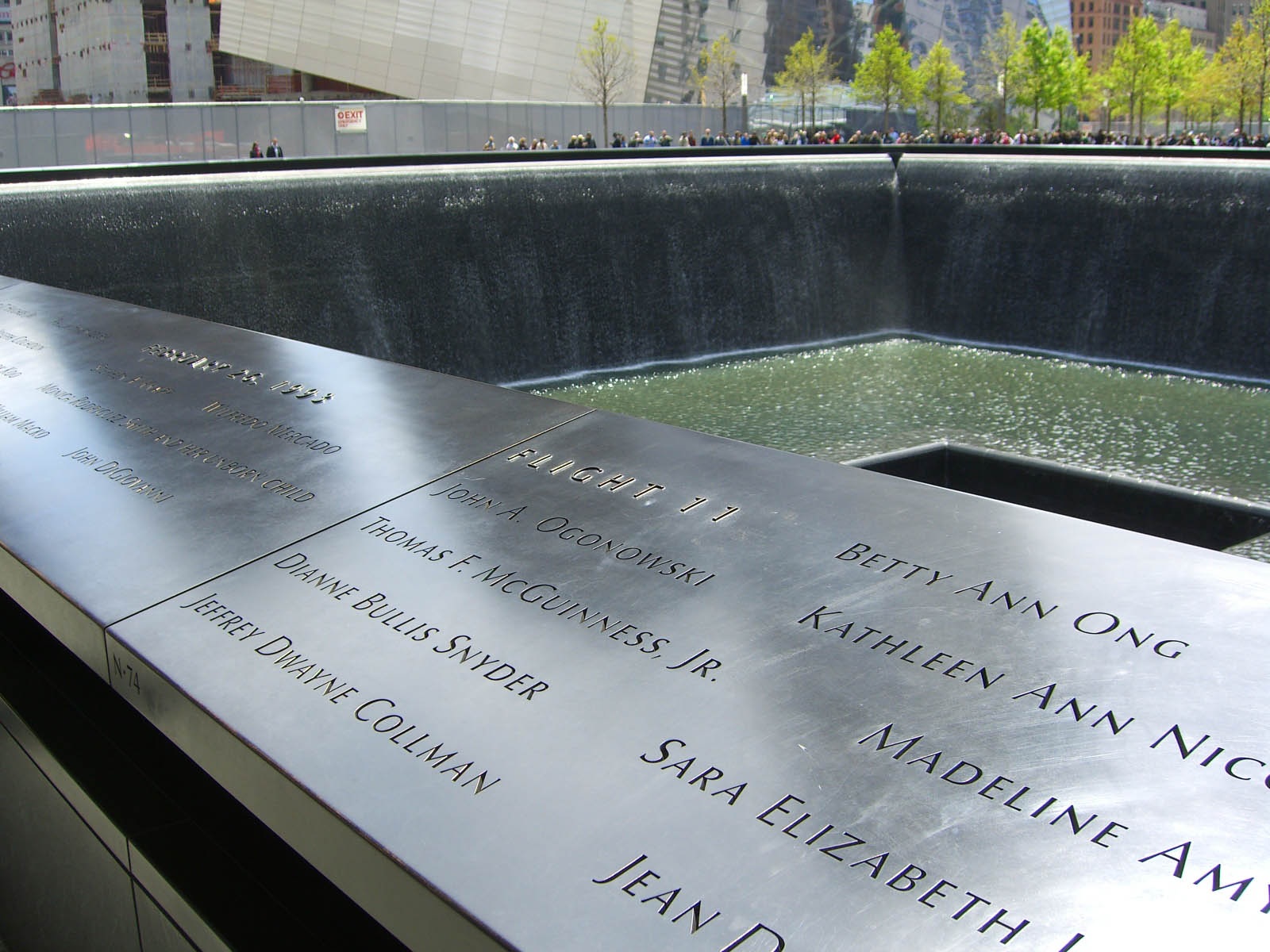
11号航班机组人员的名字刻于九一一国家纪念博物馆北池的N-74面板，乘客的名字刻于五个相邻面板。

世贸中心北塔被撞击后持续燃烧102分钟，並在10时28分倒塌，尽管在遭受撞击時已造成其结构廣泛损坏，但喷气燃料引发的持久火灾卻被认为是导致北塔结构損毀的原因，而在北塔發生倒塌後，除机上和大楼里的人员外，数百名救援人员也因此意外身亡。在與南塔相比之下，美航11號班機撞向北塔的速度比聯航175號班機撞向南塔的速度還要低，接著撞向北塔的高度比撞向南塔的高度還要高，從而在撞擊點以上的結構重量來看，北塔比南塔還要輕一些，因此最終北塔從被撞擊到倒塌的102分鐘持續時間比南塔的56分鐘還要長。這起事故的發生造成位于北塔101至105樓的658名投资银行坎托·菲茨杰拉德员工身亡，並成为全事件中失去最多员工的公司。
在世贸中心现场的搜救人员於袭击发生后几天内逐步找到受害者的尸体碎片，一些搜救人員发現绑在飞机座位上的尸体，并发现一名双手被绑住的空服人員遗体，这表明劫持者在事發當時可能使用塑料手铐來限制這些受害者的行動。在事發後一年之内，法医已确认美航11号班機上33名遇难者的遗体，並在2006年另外确认包含客艙乘务长凯伦·马丁在內的两名11号班機遇难者身份，也大約在同一时间在归零地附近发现其他不相关的尸体碎片。2007年4月，检查人员使用更新的DNA技术确认另一名11号班機的受害者，另外两名可能来自11号班機的劫机者遗体也已被确认并从曼哈顿纪念公园移走後，至於剩下其他沒被确認的劫机者遗骸，与该公园其他身份不明的遗骸一起埋葬。
其中一名劫机者苏卡米的护照雖然在飛機坠毀过程中保存下来，但浸泡在机载燃油裡，隨后被路人撿到並在南塔倒塌前幾分鐘迅速交给纽约市警察局的一名探警，而调查人员也隨後在波士頓洛根機場取回未登上11號班機的穆罕默德·阿塔的行李，并发现阿塔的同伴——奥马里的护照和驾照、一盘波音757飞行模拟器磁带、一把折叠刀、和胡椒喷雾。几个月后在阿富汗的一段录像帶中，原本预測只有撞擊點以上之楼层会倒塌的基地组织领导人奥萨马·本·拉登在知曉对世贸中心的袭击超出他自己的预期後，对这次袭击表示负责，然而在調查襲擊事件方面，美航11号班机和联航175号班机的飛行紀錄儀仍未被找到。
這起襲擊事件發生後，美國航空現時用「2455號班機」來取代「11號班機」，還改用空客A321來執飛這條航線，而位於波士頓洛根國際機場的B32號登機閘門頂部則掛上美國國旗來紀念這起事件。11号班机的其中两名空服員斯威尼、邓月薇在2002年获得首届年度马德琳·斯威尼见义勇为奖，而机长奥戈诺夫斯基也获得追授奖项。2013年4月26日，涉事航機的一块襟翼装置在公园广场的两座建筑物之间被挖掘出来，並在附近发现其它起落架零件，工人隨後在2014年在自由街道路施工期间意外发现机上的除颤仪，而最後在九一一国家纪念博物馆的北池N-1、N-2、以及N-74至N-76面板上刻有87名11号班機遇难者姓名以做紀念。

## 外部連結
- 九一一调查委员会最终报告
- 国家运输安全委员会给出的报告 （页面存档备份，存于）
- .   [2007-11-20]. （原始内容存档于2010-01-12） （英语）.